# Unguja Ocidental
Unguja Ocidental, também chamada de Zanzibar-Mjini Ocidental, é uma região da Tanzânia. Sua capital é a cidade de Zanzibar.